# Kreuz des Sieges

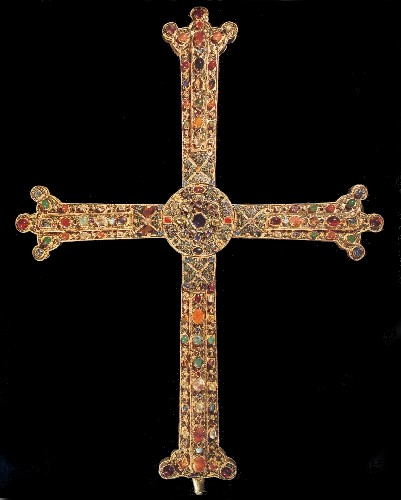
Vorderseite

Das Kreuz des Sieges im Wappen von Asturien

Das Kreuz des Sieges (Cruz de la Victoria) ist ein mit der Geschichte Asturiens eng verbundenes, hochmittelalterliches Altarkreuz, das sowohl auf dessen Flagge als auch auf dessen Wappen erscheint. Es hat die Form eines lateinischen Kreuzes und wird in der Cámara Santa der Kathedrale von Oviedo in Spanien aufbewahrt.

## Geschichte

### Legende
Der Tradition nach war der Holzkern des Kreuzes des Sieges der des Kreuzes, das die Jungfrau Maria König Pelayo vor der Schlacht von Covadonga (718 oder 722) übergab und das er bei der Schlacht mit sich führte, der ersten siegreichen Schlacht gegen die Muslime nach deren Eroberungsfeldzug in Spanien. Die Legende kam erst im 16. Jahrhundert auf, verlieh dem Kreuz aber seinen Namen.

### Fakten
König Alfons III. von Asturien und seine Frau, Königin Jimena von Navarra, schenkten das Kreuz an Ostern 908, kurz vor der Abdankung des Königs, der Kathedrale von Oviedo. Das Kreuz wurde nach der Inschrift in der „Burg von Gauzón“ gefertigt. Diese Burg war 905 zusammen mit mehreren Kirchen von König Alfons III. der Kathedrale von Oviedo geschenkt worden.
Eine C14-Datierung des Holzes ergab, dass es von einem Baum stammt, der während der Herrschaft Alfons III. gefällt wurde, und nicht aus der Zeit von König Pelayo stammt.
Ursprünglich diente das Kreuz als Altarschmuck und Vortragekreuz. In Kriegszeiten wurde es aus der Cámara Santa entnommen und auf den Hauptaltar der Kathedrale gestellt, um Frieden und Sieg über die Feinde zu erringen.
Während des asturischen Bergarbeiterstreiks 1934 wurde unter der Cámara Santa von den Revolutionären eine Bombe gezündet. Dabei erlitten auch die dort aufbewahrten Gegenstände, darunter das Kreuz des Sieges, schwere Schäden. Sie wurden bis 1942 restauriert. Dabei wurden jedoch keine Vorkehrungen getroffen, um später zu ermöglichen, die ursprüngliche Substanz von den ergänzten Teilen zu unterscheiden.

1977 wurde das Kreuz des Sieges zusammen mit anderen Gegenständen aus der Cámara Santa gestohlen und von dem Dieb zerlegt. Bevor er die Beute verkaufen konnte, wurde er jedoch gefasst.
 Anlässlich der nun erneut erforderlichen Wiederherstellung wurde eine Kommission unter dem Vorsitz des Dompropstes gebildet, um den Prozess zu beauftragen und zu überwachen. Nach Abschluss der Arbeiten kehrte das Kreuz am 14. September 1985 in die Cámara Santa zurück.

## Beschreibung

Schematische Verteilung der Edelsteine auf der Vorderseite des Kreuzes

Der Kern des Kreuzes des Sieges besteht aus zwei Holzstücken, die in der Mitte des Kreuzes verbunden sind. Dort befindet sich auch ein Fach für Reliquien, das ursprünglich wohl ein Fragment des Kreuzes Jesu barg.
Die Arme des Kreuzes gehen von einem zentralen Medaillon aus, verbreitern sich leicht zu den Enden hin, die in drei Halbkreisen enden. Das untere Ende des Kreuzes, das als Basis dient, ist dagegen flacher gestaltet, um Platz für eine Halterung zu lassen, damit das Kreuz als Vortragekreuz auf eine Stange gesetzt werden kann. Es ist 920 mm hoch und 720 mm breit, der Durchmesser des zentralen Medaillons beträgt 140 mm. Die Seitenarme des Kreuzes messen jeweils 230 mm. Der Obere Arm misst 350 mm und der Untere Arm 430 mm. Die Dicke der Kreuzarme beträgt ungefähr 25 Millimeter. Das Kreuz des Sieges wiegt knapp 5 kg. 
Die Vorderseite des Kreuzes ist mit Goldblech überzogen. Es wird von kleinen Nägel gehalten, die durch Blumen und Kugeln kaschiert werden. Die ganze Vorderseite überzieht eine „Grundierung“ aus Goldfiligran und Goldgranulation. Darauf aufgesetzt sind Emaille, Perlen, Kameen und als Cabochon geschliffenen Steine. 
Die Rückseite des Kreuzes ist überwiegend glatt, nur an jedem Ende der vier Kreuzarme sind Edelsteine eingebettet. Weiter befindet sich hier eine Inschrift:
- Oberer Arm: SVSCEPTVM PLACIDE MANEAT HOC IN HONORE DEI QVOD OFFERVNT / FAMVLI XPI ADEFONSVS PRINCEPS ET SCEMENA REGINA
- Rechter Arm (linker Arm aus Sicht des Betrachters): QVISQVIS AVFERRE HAEC DONARIA NOSTRA PRESVMSERIT FVLMINE DIVINO INTEREAT IPSE
- Linker Arm (rechter Arm aus Sicht des Betrachters): HOC OPVS PERFECTVM CONCESSVM EST SANCTO SALVATORI OVETENSIS SEDIS
- Unterer Arm: HOC SIGNO TVETVR PIVS HOC SIGNO VINCITVR INIMICVS / ET OPERATVM EST IN CASTELLO GAVZON ANNO REGNI NSI XLII DISCVRRENTE ERA DCCCCXLVI

Die Übersetzung lautet: Gnädig angenommen, bleibe dieses zur Ehre Gottes, welches darbringen die Diener Christi Alfons, der Fürst, und Jimena, die Königin. Wer dieses unser Geschenk wegzunehmen wagt, soll durch den göttlichen Blitz umkommen. Dieses vollendete Werk wurde dem heiligen Erlöser [dem Patron] der Kathedrale von Oviedo geschenkt. Durch dieses Zeichen hat der Fromme Schutz. Durch dieses Zeichen wird der Feind besiegt. Und es wurde im Schloss von Gauzón im Jahr 42 unserer Herrschaft, während der Era 946, hergestellt.

## Kunsthistorische Einordnung
Stilistisch sind Ähnlichkeiten mit der karolingischen Goldschmiedekunst des 9. Jahrhunderts festzustellen. Auch zeitgenössisch wurde es als ganz herausragendes Stück eingeschätzt. Zusammen mit dem 100 Jahre älteren Kreuz der Engel ist das Kreuz des Sieges Repräsentant einer sonst aus dieser Zeit nicht weiter belegten Gruppe von Kreuzen, die zur Ausstattung besonders bedeutender asturischer Kirchen gehörten. Auch aus der vorangegangenen, westgotischen Zeit sind keine weiteren Exemplare bekannt.

## Wissenswert

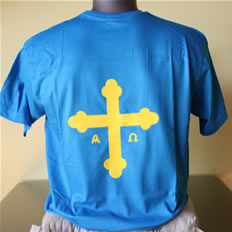
Das Kreuz des Sieges als Deko auf einem T-Shirt

Das Kreuz gilt als herausragendes Symbol Asturiens und – indirekt – ganz Spaniens. Sowohl auf der asturischen Flagge als auch auf dessen Wappen ist es wiedergegeben.